# Steffen Rein
Pour les articles homonymes, voir Rein.
Steffen Rein (né le 27 septembre 1968 à Halle en Saxe-Anhalt) est un coureur cycliste allemand. Coureur amateur est-allemand à la fin des années 1980, il remporte notamment le Tour d'Algérie en 1988 et le Tour de Thuringe et le Tour de la Hainleite en 1989. En 1991, il est champion d'Allemagne sur route amateurs. Il est professionnel en 1996 et 1997 au sein du Team Nurnberger.

## Palmarès
- 1986
  -  Médaillé de bronze au championnat du monde du contre-la-montre par équipes juniors

- 1987
  - 1re étape du Tour de Tunisie
  - 3e du championnat de RDA du contre-la-montre par équipes

- 1988
  - Tour de Leipzig
  - Tour d'Algérie

- 1989
  - Grand Prix cycliste de Gemenc
  - Tour de Thuringe
  - Tour de la Hainleite
  - 5e étape du Tour de Slovaquie
  - 8e étape du Tour de Cuba
  - 4e étape du Tour de RDA

- 1990
  - Ernst-Sachs-Tour
  - Berlin-Leipzig
  - 6e étape du Tour de Saxe
  - 1re étape de la Course de la Paix

- 1991
  -  Champion d'Allemagne sur route amateurs
  - 3e étape du Tour du Vaucluse
  - 3e du championnat d'Allemagne du contre-la-montre par équipes amateurs

- 1992
  - Grand Prix de Lugano
  - 3e étape du Tour de Basse-Autriche

- 1993
  - Tour de Nuremberg
  - 2e étape du Tour de Saxe

- 1994
  -  Champion du monde du contre-la-montre militaires
  - Grand Prix de Buchholz
  - Cologne-Schuld-Frechen
  -  Médaillé d'argent du championnat du monde militaires du contre-la-montre par équipes

- 1995
  - 2e étape du Tour de Basse-Saxe

- 1996
  - 4e étape du Tour de Normandie
  - 3e du Tour de Düren
  - 3e de la HEW Cyclassics
  - 3e de Hanovre-Berlin

- 1997
  - 9e étape du Tour de Basse-Saxe
  - 3e de Hanovre-Berlin